# Iodure de zirconium(IV)
L’iodure de zirconium(IV) est un composé chimique de formule ZrI4. Il s'agit d'un solide hygroscopique blanc lorsqu'il est pur, qui vire au jaune orangé lorsqu'il s'hydrolyse en oxyiodure de zirconium au contact de l'eau. On en connaît deux polymorphes : une forme α monoclinique du groupe d'espace P2/c (no 13) et une forme β tétragonale du groupe d'espace I4 (no 79). Il se sublime à 431 °C. Comme la plupart des halogénures de métal, il adopte une structure polymérique. La cristallographie aux rayons X a montré qu'il est constitué de centres Zr(IV) octaédriques liés entre eux par quatre ligands iodure pontants. Les liaisons Zr–I terminales ont une longueur de 269,2 pm tandis que les liaisons pontantes ont une longueur de 303,0 pm.
On peut l'obtenir à partir de la réaction du zirconium avec l'iode I2 :
Zr + 2 I2 ⟶ ZrI4.
Une autre réaction fait intervenir le chlorure de zirconium(IV) ZrCl4 avec l'iodure d'aluminium AlI3 :
3 ZrCl4 + 4 AlI3 ⟶ 3 ZrI4 + 4 AlCl3.